# Eimerkettenbagger

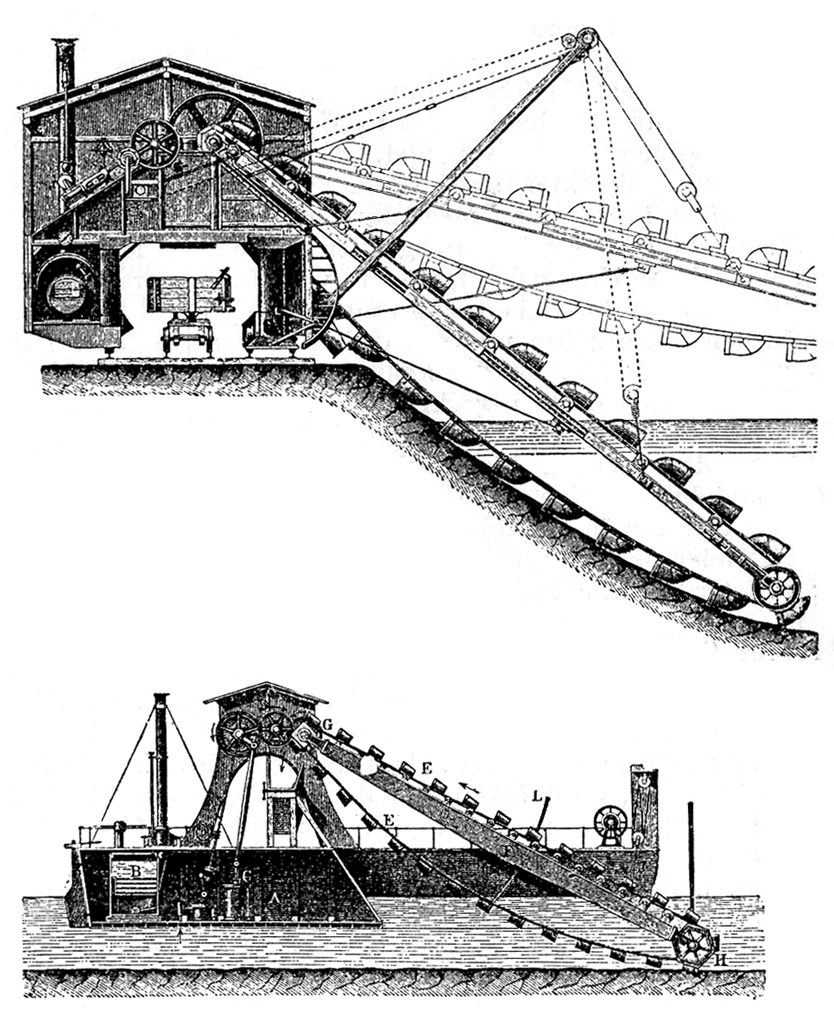
Schemazeichnung von Eimerkettenbaggern im Tagebau und im Wasserbau

Eimerkettenbagger sind kontinuierlich fördernde Großbagger, die überwiegend im Wasser- sowie im Tagebau eingesetzt werden. Grundprinzip eines Eimerkettenbaggers ist es, das Fördergut mit Eimern abzugraben, die an einer endlosen Kette befestigt sind. Die Eimerkette läuft über einen Antriebs- sowie einen Umlenkturas und besteht aus Schaken genannten Gelenkgliedern, wobei die Eimer direkt an einzelnen Eimerschaken angeschweißt sind. Der Antrieb der Kette erfolgt bei modernen Eimerkettenbaggern über den Antriebsturas mittels eines starken Elektromotors inkl. Getriebe oder eines Elektromotors mit Frequenzumrichter ohne Getriebe (sog. Direktantrieb). Bei historischen Eimerkettenbaggern kam die mechanische Energie in der Regel von einer Dampfmaschine.

## Tagebau

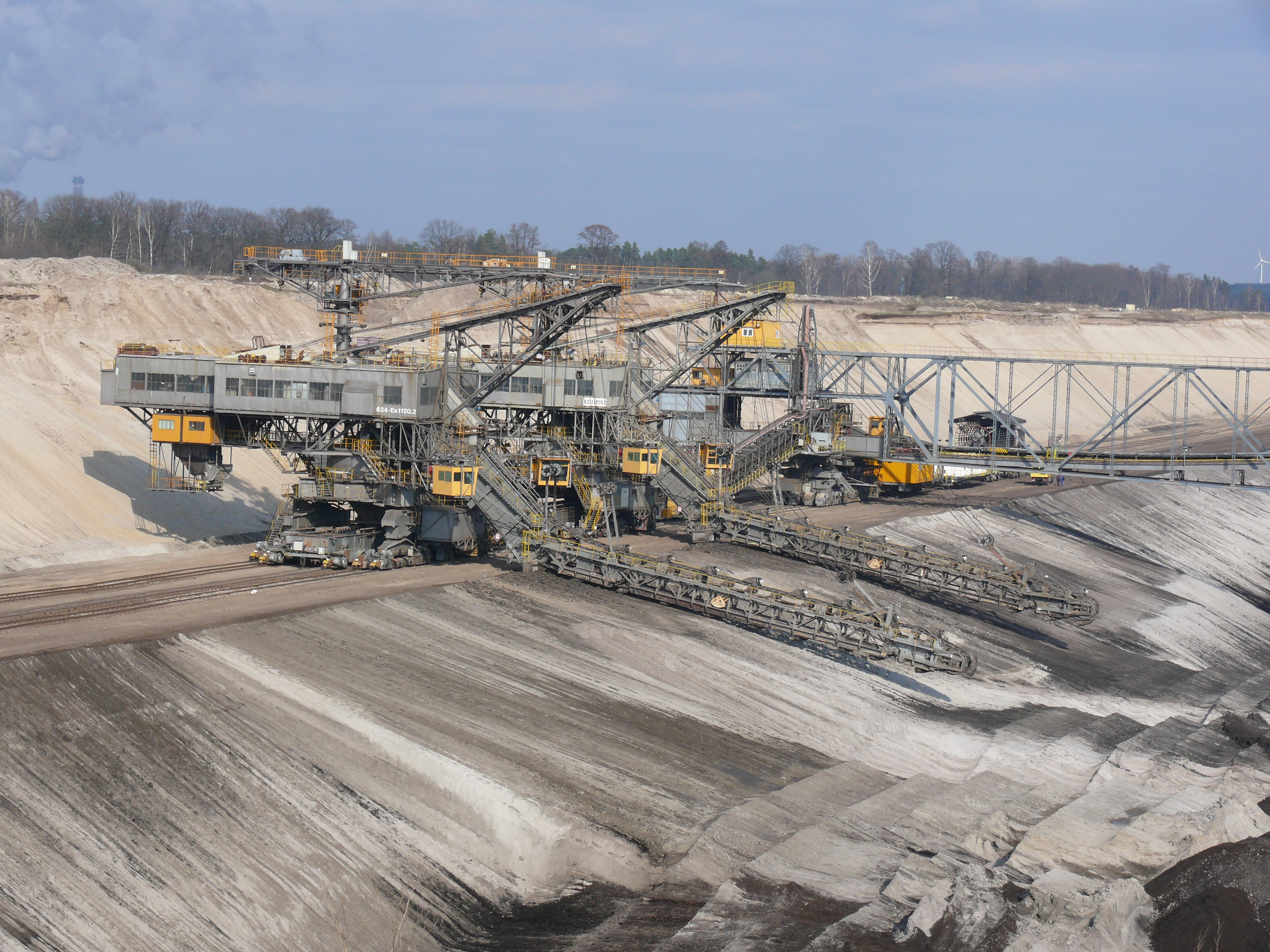
Zwei Eimerkettenbagger Es1120 an der F34 im Tagebau Cottbus-Nord

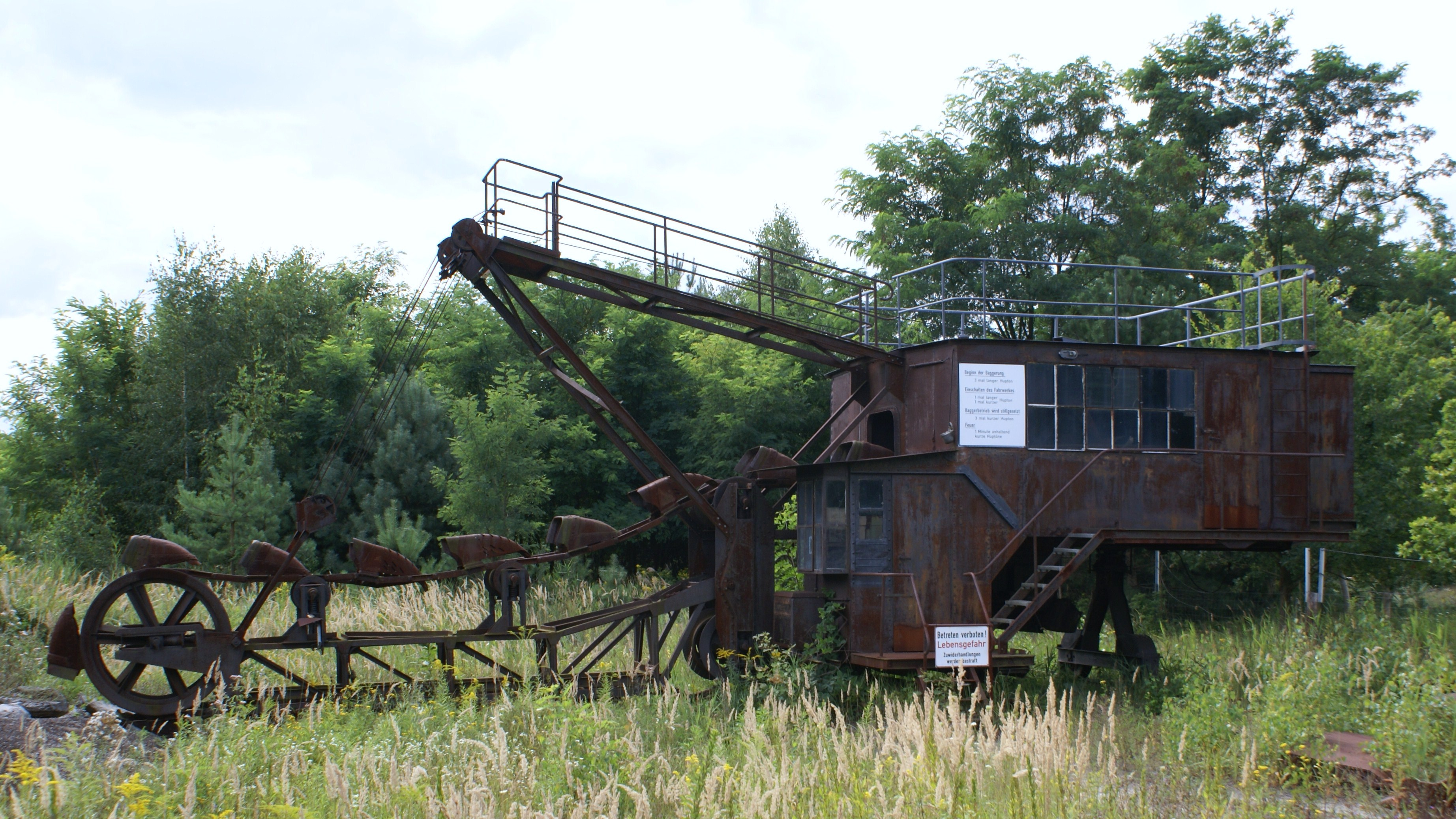
Kleiner Eimerkettenbagger im Museum Hoyerswerda-Knappenrode

Im Tagebau sind sie die ältesten eingesetzten Großgewinnungsgeräte. Die technische Idee zum Bau dieser Geräte geht bis in das 16. Jahrhundert zurück, wo erstmals auf dem Prinzip umlaufender Eimerketten basierende Geräte zum Bau von Kanälen verwendet wurden. Im Braunkohlentagebau wurde erstmals 1885 im Bornaer Revier ein Eimerkettenbagger eingesetzt. Dieser verfügte über eine ungeführte Eimerkette sowie einen starren Oberbau und wurde über eine 81 kW (110 PS) leistende Dampfmaschine angetrieben.

### Aufbau
Eine Eimerleiter als führende Stahlkonstruktion für die Eimerkette im Bereich der Böschung besteht aus mehreren Teilen (Eimerleiter, ggf. Hoch- bzw. Tiefbaggerplanierstück), die über Seile an einem Rollenkopf heb- und senkbar aufgehängt sind.
Grundsätzlich sind bei Eimerkettenbaggern zu unterscheiden:
- Portalbagger auf Schienenfahrwerken, die im Abraum und im Frontverhieb eingesetzt werden. Portalbagger übergeben die geförderten Massen auf zwischen den Schienenfahrwerken angeordnete Fördereinrichtungen.
- Seitenschütter auf Raupenfahrwerken, die vorzugsweise im Tiefschnitt eingesetzt werden. Seitenschütter fördern über einen verschwenkbaren Verladeausleger. Sie arbeiten ausschließlich im Blockverhieb und werden besonders bei der Herstellung von Rampen und Einschnitten sowie bei der Nutzmineralgewinnung im Tiefschnitt eingesetzt.

### Arbeitsweise
Eimerkettenbagger waren ursprünglich zur Förderung im Tiefschnitt, das heißt zum Abbau unter der eigenen Standsohle, konstruiert. Moderne Eimerkettenbagger zur Abraumgewinnung in Tagebauen können mit fast identischen Abtragshöhen im Tiefschnitt und im Hochschnitt arbeiten. Das macht diesen Baggertyp einzigartig.

### Vor- und Nachteile
Der Betrieb von Eimerkettenbaggern zeigt folgende Vorteile:
- vergleichsweise hohe Leistung
- beim Betrieb im Tiefschnitt kann Material von einer höheren (standsicheren) Arbeitsebene gefördert werden, wodurch im Gegensatz zu anderen Geräten kein Liegendabraum gefördert werden muss
- zusätzlich wird beim Eimerkettenbagger im Tiefschnitt ein Teil der Hubarbeit im Gerät realisiert, was bei Transportmitteln mit geringen zulässigen Neigungen (z. B.: Zugbetrieb) vorteilhaft ist
- die Arbeitsweise des Eimerkettenbaggers im Parallelschnitt entspricht weitestgehend der Arbeitsweise der Förderbrücke, weswegen diese Tagebaugeräte vorzugsweise kombiniert werden.
- der Eimer eines Eimerkettenbaggers kann außerhalb des Eimers noch Material vor sich her schieben, was einen hohen Eimerausnutzungsgrad ermöglicht (bis ca. 170 % des Eimervolumens)

Nachteilig beim Eimerkettenbagger sind:
- vergleichsweise hohe Investitionskosten
- es kann nur relativ weiches Gestein abgetragen werden, da nur das Eigengewicht der Eimerleiter den Andruck gewährleistet (bei härteren Gesteinen rutschen die Eimer über dem Gestein weg)
- hohe Instandhaltungskosten (besonders wegen des Verschleißes der Eimerkette und Turas)
- vergleichsweise geringe betriebliche Flexibilitäten

### Kombination mit anderen Geräteketten
Im Lausitzer Revier werden zwei oder drei Bagger in einem festen Verbund mit einer Abraumförderbrücke zur Abraumgewinnung eingesetzt.

## Nassbaggerei

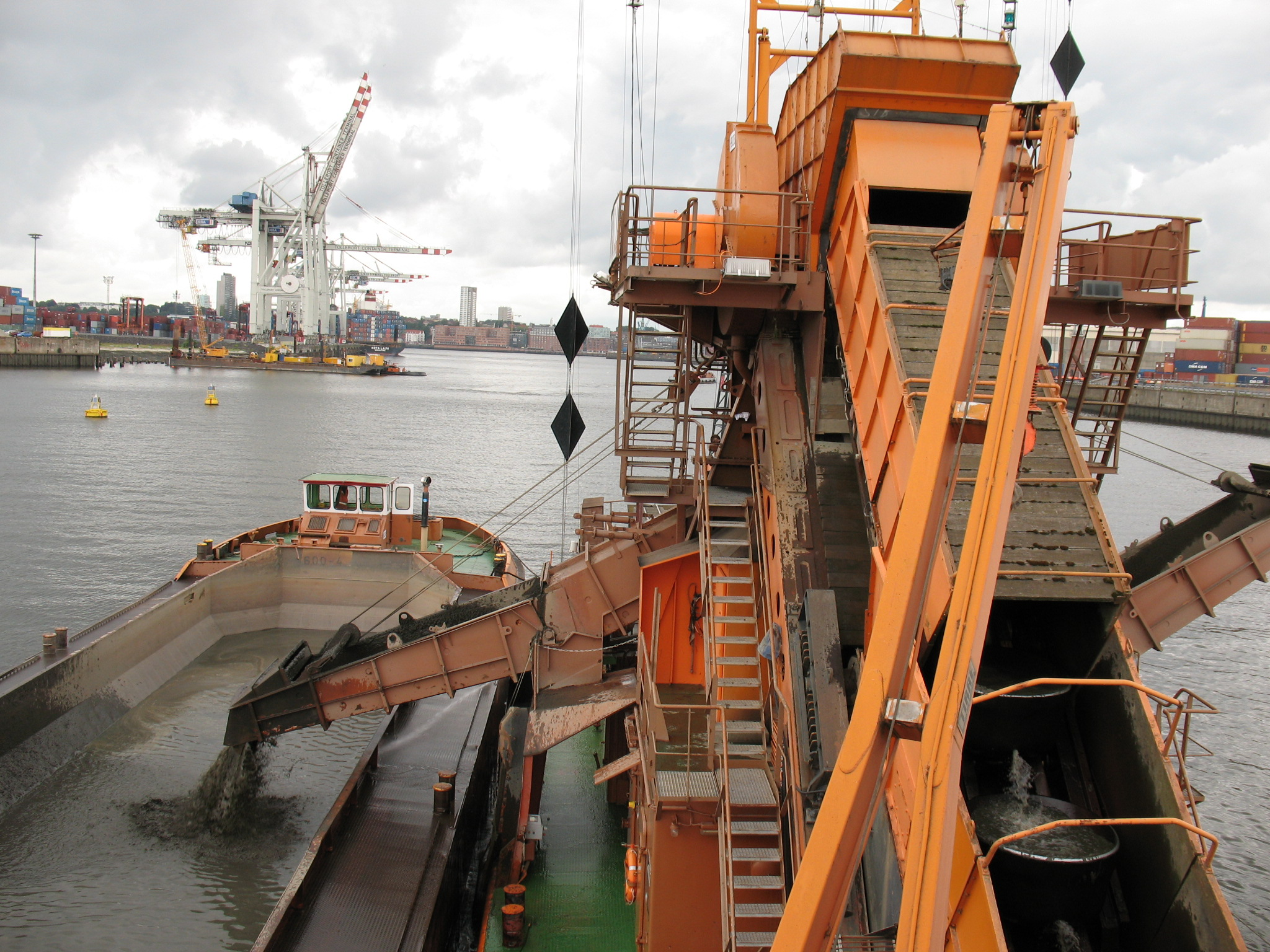
Maritimer Eimerkettenbagger „Heimdall“ der HPA

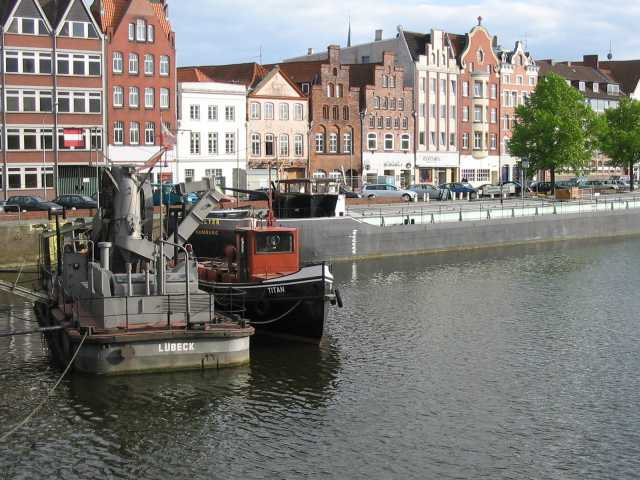
LMG-Eimerkettenbagger Wels (links) im Museumshafen Lübeck

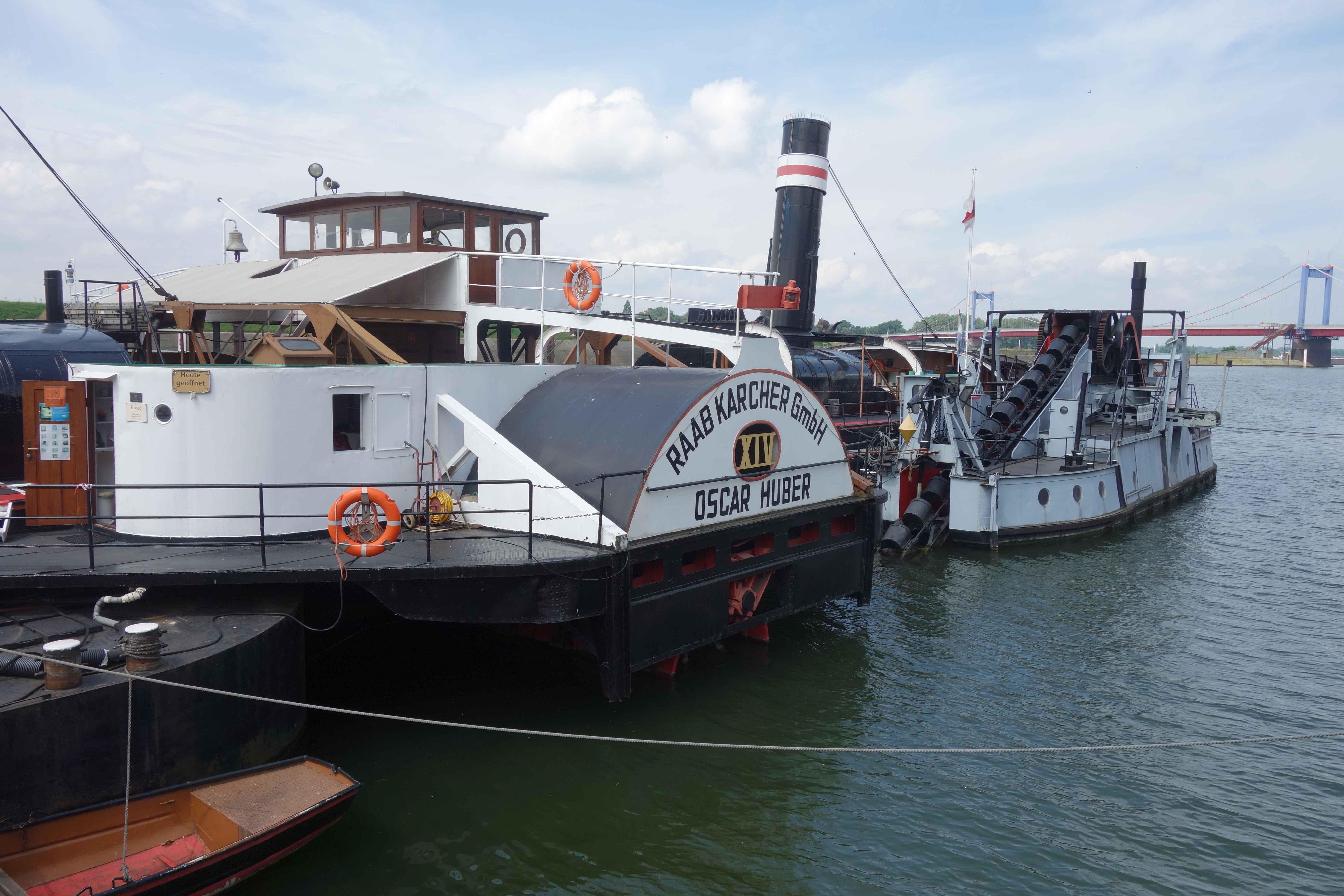
Schaufelrad des Raddampfers Oscar Huber der Firma Raab Karcher von 1882 (Mitte) mit Eimerkettenbagger (rechts) (Museumsschiff am Vinckekanal in Duisburg-Ruhrort)

In der Nassbaggerei, d. h. bei der Gewinnung von Nutzmineralen unter Wasser bzw. Bau und Pflege von Infrastruktur am/im Wasser, werden ebenfalls Eimerkettenbagger eingesetzt. Diese unterscheiden sich im Wesentlichen nach Standort (land-/seegestützt, hochseetauglich) und dem Verwendungszweck (z. B. Mineralgewinnung, Unterhaltungsbaggerung). Sind die Geräte landgestützt, werden sich manchmal auch Schrapper oder Schrapperanlage genannt, obwohl Schrapper oft auch anders aufgebaut sind und strenggenommen mit Eimerkettenbaggern nicht gleichgesetzt werden können.
Seegestützte Eimerkettenbagger werden überwiegend bei folgenden Baumaßnahmen eingesetzt:
- Vertiefung bzw. Ausbau von bestehenden Schiffsliegeplätzen oder Dockgruben,
- Neubau von Schiffsliegeplätzen (Einsatz in „schwerem“ oder stark-bindigem Boden),
- umfangreiche Unterhaltungsbaggerungen.[1]
- Ein weiterer Einsatzschwerpunkt ist der Ausbau bzw. die Vertiefung von Wasserstraßen (Fahrrinnenanpassung).
- Im Bergbau findet man sie meist in Kiesgruben oder bei der Gewinnung von Seifenlagerstätten.

Bei einer Unterhaltungsbaggerung wird die Gewässersohle im betroffenen Baggerfeld wieder auf (die in der Vergangenheit hergestellte) Solltiefe gebracht. Das Baggergut wird je nach Herkunft, Verbleibort, Bodenart oder Verwendungszweck entweder in Spülschuten, Klappschuten oder Leichtern (auch Barge oder Schubleichter) geladen und anschließend transportiert.
Anschließend wird das Baggergut
- wieder dem Gewässer an einer geeigneten Stelle und zu einem geeigneten Zeitpunkt übergeben (Verklappung des Baggergutes – in Gezeiten-beeinflussten Gebieten z. B. während eines Zeitfensters bei „ablaufend Wasser“ und nur im Zeitraum zwischen Anfang November und Ende März),
- mittels eines Schutensaugers aus den Spülschuten gesaugt, durch Rohrleitungen gepumpt, in ein Vorlagebecken gespült und anschließend aufbereitet und lagenweise in Deponien eingebaut.

Bei Öl-verunreinigtem Baggergut werden die Schuten zu einem speziellen Entladeort geschleppt. Dort wird das Baggergut mit einem Greifbagger entladen und auf speziell abgedichtete Lastkraftwagen verladen. Die Unterbringung des Baggergutes erfolgt in dafür vorgesehenen Deponien oder Wiederaufbereitungsanlagen.